# Стадион Алфон Маземба Дебат
Стадион Алфон Маземба Дебат (фр. Stade Alphonse Massemba-Débat) је национални стадион до 1993. године познат под називом Стадион Револуције (Stade de la Revolution), сада је вишенаменски стадион који се налази у граду Бразавилу, и национални је стадион Републике Конго. Стадион, отворен 1965. године, носи име по Алфонсу Масамба-Дебату, бившем председнику републике од 1963. до 1968. Користи се за фудбалске утакмице, а има и атлетску стазу и рукометно игралиште.
У њему се одржавају утакмице фудбалске репрезентације Републике Конго и локалних клубова Диаблес Ноирс, ЦКРА Бразавил, Етол ду Конго и Интер клуб Бразавил, који се такмиче у Националној фудбалској лиги. Има капацитет да прими до 33.037 људи.
Стадион је био место одржавања првих Свеафричких игара 1965. и Афричког првенства у атлетици 2004. године.